# Microcythere helgolandica
Microcythere helgolandica är en kräftdjursart som beskrevs av Walter Klie 1936. Microcythere helgolandica ingår i släktet Microcythere, och familjen Microcytheridae. Arten har ej påträffats i Sverige.